# Dorcadion
Genre
Dorcadion Dalman, 1817 est un genre de coléoptères cérambycidés de la sous-famille des Lamiinae.

## Systématique
Le genre Dorcadion est subdivisé en plusieurs sous-genres , parmi lesquels seulement Cribridorcadion et Iberodorcadion sont présents en France
,,.
- Acutodorcadion Danilevsky, Kasatkin & Rubenian, 2004
- Carinatodorcadion Breuning, 1943
- Cribridorcadion Pic, 1901 (= Pedestredorcadion Breuning, 1943)
- Dorcadion Dalman, 1817
  - Dorcadion thessalicum, Pic, 1916
    - Dorcadion thessalicum gioachinoi, Pesarini & Sabbadini, 2007
    - Dorcadion thessalicum pelionense, Breit, 1923
    - Dorcadion thessalicum thessalicum, Pic, 1916
- Iberodorcadion Breuning, 1943 (= Hispanodorcadion Vives; Baeticodorcadion Vives)[5].
- Maculatodorcadion Breuning, 1942
- Politodorcadion Danilevsky, 1996